# سید احمد خسروشاهی
سید احمد خسروشاهی (زاده ۲۵ فروردین ۱۲۹۱ یا ۲۶ ربیع‌الثانی ۱۳۳۰ – درگذشته ۲۸ خرداد ۱۳۵۶) فقیه اصولی خطه آذربایجان در خسروشاه تبریز به دنیا آمد. خاندان خسروشاهی از خاندان‌های روحانی آذربایجان است که روحانیت و فقاهت در آن دودمان سالیان زیاد (شاید ۲۰۰ یا ۳۰۰ سال) جریان و استمرار داشته‌است.

## تحصیل
فراگیری علوم دینی را نزد پدرش، سید مرتضی خسروشاهی آغاز کرد. مقدمات و قسمتی از سطح را از او آموخت و سپس همراه او راهی شهرهای سمنان و مشهد شد. به خاطر تبعید پدرش، دومین مرحله از تحصیلات خود را در حوزه علمیه مشهد آغاز کرد و از کسانی چون سید حسین طباطبایی قمی، میرزا ابوالحسن انگجی، و میرزا احمد آقازاده خراسانی استفاده نمود. 
سید احمد پس از سپری شدن دوران تبعید پدر، همراه وی به تبریز بازگشت و نزدیک دو سال در این شهر، ماندگار شد. ولی چون تبریز در آن روزگار حوزه علمیه باشکوهی نداشت دوباره برای تحصیل علم، به حوزه علمیه قم رفت. وی ۴ سال در درس عبدالکریم حائری یزدی، سید محمدتقی خوانساری و محمد حجت کوه‌کمری شرکت کرد. سید احمد خسروشاهی پس از زندگمی طولانی در قم، دوباره به آذربایجان بازگشت.

## نوشته‌ها
- رسالة فی حرمة التشبیه بالکفار (رساله در حرام بودن تشابه به کفار)
- رسالة فی جواز النافلة لمن علیه الفریضة (رساله در جواز نافله برای کسی که نماز واجب دارد)
- رسالة فی المواعظ
- الحواشی علی التبصرة
- الحواشی علی العروة (آثار الحجة، محمد رازی، ج ۲، ص ۲۳۵)

## درگذشت
سید احمد خسروشاهی در ۲۸ خرداد ۱۳۵۶ در تبریز درگذشت و در حرم علی بن موسی الرضا به خاک سپرده شد.

## منبع
- شبکه اطلاع رسانی اجتهاد[پیوند مرده]
- جمعی از پژوهشگران حوزه علمیه قم. گلشن ابرار. ج ۳، چ ۱، نشر معروف، قم: ۱۳۸۲